# FreeMarker
FreeMarker est un moteur de template ou gabarits qui permet de générer automatiquement des fichiers textes à partir d'un modèle de données de type tableau associatif. C'est une bibliothèque logicielle écrite en Java, souvent utilisée pour générer des pages web ou du code source.